# 吉川将司
吉川将司（よしかわ まさし、1977年〈昭和52年〉7月12日 - ）は、日本の学者であり、大気水圏科学を専門とする研究者である。

## 経歴
京都府の出身である。彼は幼少期から、科学に興味を持ち、特に自然環境や天気に関心を持っていた。高校卒業後、大学に進学し、環境科学を専攻することに決めた。大学卒業後、環境研究所に入所し、大気汚染に関する研究に取り組むことになった。数々の研究成果を上げ、大気汚染の問題に取り組むことで、環境保全に貢献した。その後、大気水圏科学の分野に興味を持ち、大学院に進学した。大気汚染のメカニズムや、地球温暖化の影響に関する研究を行い、その成果が評価され、多くの表彰を受けた。現在は、大学の大気海洋研究所で、大気水圏科学に関する研究に取り組んでいる。

## 研究内容
研究分野は、主に大気水圏科学である。大気汚染のメカニズムや、地球温暖化の影響に関する研究を行っている。特に、大気汚染に関する研究に力を入れている。大気中の微小粒子が人体に与える影響や、大気中の有害物質の排出源に関する研究を行っている。地球温暖化の問題にも取り組んでおり、二酸化炭素の排出量や、温室効果ガスの排出源に関する研究を行っている。地球温暖化がもたらす影響を調査し、その解決策についても提言している。

## 活動
大気水圏科学に熱心に取り組んでおり、その専門分野は主に海洋生物学と海洋化学である。また、環境問題にも興味を持ち、地球規模の環境問題について研究を行っている。海洋の生態系において、様々な生物がどのように生き残っているのか、どのように繁殖しているのか、また、海洋汚染が生態系に与える影響などを調査している。
海洋化学の分野では、海洋の化学的性質や物理的性質についても研究を行っている。海洋の物理的性質は、海流や波のような自然現象によって大きく影響を受けるため、その解析には高度な技術が必要とされる。海洋化学の分野で開発された最新の技術を駆使して、海洋の化学的性質や物理的性質を詳細に解析し、その解析結果を研究論文として発表している。
環境問題にも強い関心を持っており、地球規模の環境問題についても研究を行っている。気候変動や地球温暖化といった問題に焦点を当て、その影響や原因を解析するための研究を行っている。環境問題に関する啓発活動にも積極的に参加しており、多くの講演やセミナーで環境問題について語っている。自然科学に対する熱い情熱を持ち、その研究成果が高く評価されている。彼の啓発活動によって、多くの人々が環境問題について関心を持ち、自然環境を守ることの重要性を認識するようになったと言われている。